# Вествуд (округ Джефферсон, Кентуккі)
Вествуд (англ. Westwood) — місто (англ. city) в США, в окрузі Джефферсон штату Кентуккі. Населення — 571 особа (2020).

## Географія
Вествуд розташований за координатами 38°16′46″ пн. ш. 85°35′3″ зх. д. / 38.27944° пн. ш. 85.58417° зх. д. (38.279581, -85.584171).  За даними Бюро перепису населення США в 2010 році місто мало площу 0,31 км², уся площа — суходіл.

## Демографія
Згідно з переписом 2010 року, у місті мешкали 634 особи в 218 домогосподарствах у складі 187 родин. Густота населення становила 2024 особи/км².  Було 218 помешкань (696/км²).
Расовий склад населення:
| - 88,8 % — білих - 5,5 % — чорних або афроамериканців - 2,2 % — азіатів - 0,2 % — корінних американців |

До двох чи більше рас належало 3,2 %. Частка іспаномовних становила 2,8 % від усіх жителів.
За віковим діапазоном населення розподілялося таким чином: 24,9 % — особи молодші 18 років, 56,3 % — особи у віці 18—64 років, 18,8 % — особи у віці 65 років та старші. Медіана віку мешканця становила 42,6 року. На 100 осіб жіночої статі у місті припадало 100,6 чоловіків;  на 100 жінок у віці від 18 років та старших — 95,1 чоловіків також старших 18 років.
Середній дохід на одне домашнє господарство  становив 83 762 долари США (медіана — 81 875), а середній дохід на одну сім'ю — 90 553 долари (медіана — 98 750). Медіана доходів становила 55 625 доларів для чоловіків та 50 729 доларів для жінок. За межею бідності перебувало 5,9 % осіб, у тому числі 9,4 % дітей у віці до 18 років та 4,1 % осіб у віці 65 років та старших.
Цивільне працевлаштоване населення становило 294 особи. Основні галузі зайнятості: освіта, охорона здоров'я та соціальна допомога — 34,0 %, науковці, спеціалісти, менеджери — 14,6 %, роздрібна торгівля — 12,2 %.